# Матчи мужской сборной России по волейболу 2014
В сезоне 2014 года сборная России под руководством Андрея Воронкова приняла участие двух официальных турнирах — розыгрыше Мировой лиги и чемпионате мира, заняв на обоих соревнованиях 5-е место.

## Хроника сезона
Подготовку к новому сезону сборная России начала 21 мая в подмосковном Новогорске, а 30 мая провела первый матч в рамках Мировой лиги. На этом турнире тренерский штаб российской команды сделал основную ставку на серию домашних матчей, начинавшуюся с третьего игрового уик-энда, поэтому в выездных играх с Сербией и США состав команды был во многом экспериментальным. Денис Земчёнок, Артём Смоляр и чемпионы Универсиады в Казани Дмитрий Ковалёв и Сергей Савин дебютировали в сборной, Алексей Родичев, Денис Бирюков и Артём Вольвич получили новый шанс закрепиться в её составе, Алексей Остапенко и Тарас Хтей провели первые матчи за сборную после пекинской и лондонской Олимпиады соответственно. Капитанские функции, как и в прошлом сезоне, выполнял Сергей Макаров.
Стартовав в Нише с двух поражений от сербов, сборная России отправилась в Лонг-Бич, усилившись Сергеем Гранкиным и Николаем Павловым, но без главного тренера Андрея Воронкова, присоединившегося к группе игроков, работавших в Новогорске. Под руководством помощника Воронкова итальянца Серджио Бузато российская команда потерпела ещё два поражения и с 2 очками из 12 возможных обосновалась на последней строчке турнирной таблицы своей группы. После этого штаб сборной принял решение продолжить выступление на турнире без Ковалёва, Остапенко, Родичева и либеро Валентина Голубева, а ещё три волейболиста — Евгений Сивожелез, Максим Михайлов и не явившийся на сбор Максим Жигалов — не могли играть из-за травм. Таким образом из первоначально заявленных 22 игроков в распоряжении тренеров осталось 15.
В Сургуте, где сборная России открывала серию домашних поединков Мировой лиги, болельщики снова увидели привычную команду, выигравшую в прошлом сезоне чемпионат Европы — Сергея Гранкина, Николая Павлова, Дмитрия Мусэрского, Николая Апаликова и Алексея Вербова. Ротации подвергалась только позиция доигровщиков — из-за проблем со здоровьем Алексей Спиридонов и Дмитрий Ильиных были вынуждены пропустить несколько матчей, но их отсутствие компенсировалось хорошей игрой Сергея Савина и Дениса Бирюкова. В боевом составе российская команда добилась максимального результата в Сургуте, не отдав в четырёх матчах ни одного сета соперникам из Болгарии и Сербии и лишь в пятом матче домашней серии, проходившем в Калининграде, проиграла сборной США со счётом 2:3. По ходу этой встречи, продолжавшейся более двух с половиной часов, россияне на протяжении долгого времени с трудом справлялись с натиском американцев, взявших первый и второй сеты и имевших матчбол в третьем, но смогли перевести матч в пятую партию, в которой уступили — 19:21. Заслуживают внимания два статистических показателя лидеров обеих команд: Дмитрий Мусэрский набрал 10 очков на блоке, а Мэттью Андерсон реализовал 35 атак из 71. В повторном матче сборная России взяла полноценный реванш со счётом 3:0 и отправилась в Софию на завершающие игры интерконтинентального раунда с задачей выиграть два оставшихся матча у являвшейся аутсайдером группы сборной Болгарии. Решить эту задачу удалось, несмотря на отсутствие Алексея Вербова, игравшего в домашней серии на уколах и усугубившего травму спины.
Финальный раунд во Флоренции открывался для России матчем против феноменально прогрессирующей сборной Ирана. Чемпионы Азии даже без получившего травму незадолго до старта «Финала шести» основного диагонального Шахрама Махмуди оказали россиянам упорное сопротивление и, проигрывая со счётом 1:2, вырвали победу в четвёртой партии — 37:35, во многом благодаря заменившему Махмуди Амиру Гафуру, набравшему за один этот сет 14 очков. В решающей партии иранцы сразу повели — 5:1, но на подачах сначала Николая Павлова, а затем Дмитрия Мусэрского россияне стремительно набирали брейковые очки и завершили сет и матч в свою пользу — 15:8 и 3:2. Вторым и последним соперником команды Воронкова по группе финального раунда стала сборная Бразилии, до этого проигравшая россиянам четыре официальных матча подряд, в том числе финал Олимпийских игр в Лондоне и финал прошлогодней Мировой лиги. В этом матче российская команда почти постоянно оказывалась в положении отыгрывающейся, но только во втором сете с эффективным выходом Алексея Спиридонова на замену при счёте 1:4 ей удалось быстро выйти вперёд и сохранить преимущество до конца партии. В концовке третьего сета россияне выигрывали — 20:16, но сработала традиционная двойная замена бразильцев, а с середины четвёртой партии «жёлто-зелёные» уже не подпускали россиян ближе чем на 2 очка и одержали победу, позволившую им выйти в полуфинал, в то время как российская команда попала в зависимость от результата матча третьего игрового дня между сборными Бразилии и Ирана. Он завершился победой иранцев со счётом 3:1, оставившей команду Андрея Воронкова вне четвёрки полуфиналистов.
В середине августа сборная России в рамках подготовки к чемпионату мира приняла участие в традиционном Мемориале Вагнера. Играя разными вариантами стартовых составов, российская команда в Кракове одержала победы над сборными Китая и Болгарии, а в заключительном матче проиграла хозяевам, однако две партии, взятые основной обоймой игроков, обеспечили России первое место и позволили Андрею Воронкову в оставшихся сетах поэкспериментировать с составом, в котором, по сравнению с «Финалом шести» Мировой лиги появились Павел Мороз и Валентин Голубев, а по возвращении в Россию присоединился Андрей Ащев. На завершающем этапе подготовки к чемпионату мира подопечные Воронкова провели три контрольных матча со сборной Аргентины.
Сборная России начинала мундиаль на счастливой для себя «Эрго-Арене», под сводами которой в 2011 году была выиграна Мировая лига, а в прошлом сезоне — два матча плей-офф победного чемпионата Европы. И на этот раз россияне отпраздновали 5 побед в 5 матчах первого группового раунда, столкнувшись с по-настоящему серьёзным сопротивлением только в игре с Болгарией. Обе команды были хороши прежде всего на подаче: усилиями затерзавших российских принимающих Данаила Милушева, Андрея Жекова, Николая Пенчева, Тодора Скримова, болгары смогли выиграть два стартовых сета, но ослабив давление в третьей партии, упустили инициативу в матче. В ответ на 9 болгарских эйсов россияне в лице Дмитрия Мусэрского, Николая Павлова, Дмитрия Ильиных и Сергея Савина исполнили 17 подач навылет.
На втором групповом этапе в Катовицах российская команда довела количество побед до восьми, без особых проблем разобравшись с финнами, кубинцами и немцами. В завершающей встрече второго этапа россияне встречались со сборной Бразилии. К очной встрече обе команды обеспечили себе выход из группы, но от этого их соперничество не утратило принципиальности. Матч был омрачён травмами диагональных обеих команд: во второй партии Уоллес приземлился на ногу Алексея Спиридонова и был заменён на Висото, а в концовке сета подвернул голеностоп Павел Мороз. В отличие от бразильца, Мороз больше не смог принять участие в матчах чемпионата, а в данной игре для него не существовало равноценной замены, поскольку основной диагональный команды Николай Павлов, тоже имевший небольшое повреждение, не был внесён в заявку. Эту партию россияне взяли, сравняв счёт в матче — 1:1, но в двух следующих, пытаясь компенсировать отсутствие диагонального переводом на эту позицию Сергея Савина и Дмитрия Мусэрского, проиграли.
Спустя три дня россияне и бразильцы встретились снова — уже в Лодзи, куда их отправила вызвавшая множество неоднозначных оценок жеребьёвка. Соперником двух лидеров мирового рейтинга по группе «Финала шести» стали хозяева чемпионата. Бразильцы перед этим матчем уже имели поражение от поляков и не имея права на ещё одну осечку, победили россиян в трёх партиях. В заключительном матче сборной России была необходима победа над поляками со счётом 3:0 или 3:1, но и её добиться не удалось. Проиграв два стартовых сета, команда Андрея Воронкова лишилась шансов на выход в полуфинал. В матче за 5-е место сборная России переиграла команду Ирана — 3:0.
Оценивая выступление сборной на чемпионате мира, президент Всероссийской федерации волейбола Станислав Шевченко главной причиной неудачи назвал кадровые потери:
Судите сами: летом из-за проблем со здоровьем не смогли помочь сборной Тарас Хтей, Евгений Сивожелез, Алексей Вербов и Максим Михайлов. Таким образом, наш приём лишился фундамента, без которого сразу сузился атакующий потенциал. А уже в Польше мы лишились ещё и двух диагональных. Да, Николай Павлов в итоге принял участие в третьем групповом турнире — но он физически не мог показать свой максимум. Не хватало в решающих матчах и Павла Мороза, который являлся важной частью нашей командной игры и всегда мог усилить блок. Плюс с повреждениями играли Артём Ермаков и Алексей Спиридонов… Тем не менее уверен, что даже со всеми этими проблемами сборная должна была попадать по крайней мере в полуфинал.

## Статистика матчей
В 2014 году сборная России провела 26 официальных матчей, из которых 17 выиграла.
| № 1 (563) | 30 мая. Ниш. Сербия — Россия — 3:2 (25:20, 25:17, 22:25, 19:25, 15:13). Мировая лига. Интерконтинентальный раунд                |
| Сербия: Никола Йовович — 4 (2, 1, 1), Александар Атанасиевич — 15 (12, 1, 2), Никола Ковачевич — 14 (12, 2, 0), Урош Ковачевич — 16 (14, 1, 1), Драган Станкович — 9 (6, 0, 3), Марко Подрашчанин — 9 (6, 3, 0), Невен Майсторович (л), Алекса Брджович — 1 (0, 1, 0), Неманя Петрич, Душан Петкович — 2 (0, 0, 2), Сречко Лисинац — 1 (1, 0, 0), Марко Ивович — 6 (6, 0, 0). Россия: Сергей Макаров, Денис Земчёнок — 18 (15, 1, 2), Тарас Хтей — 4 (4, 0, 0), Денис Бирюков — 20 (17, 1, 2), Алексей Остапенко — 2 (1, 1, 0), Артём Вольвич — 13 (6, 6, 1), Валентин Голубев (л), Дмитрий Ковалёв — 5 (0, 3, 2), Сергей Савин — 7 (6, 1, 0), Артём Ермаков, Артём Смоляр — 5 (3, 2, 0). Очки — 106:100 (атака — 59:52, блок — 9:15, подача — 9:7, ошибки соперника — 29:26). Время матча — 2:01. Čair. 6250 зрителей. Отчёт. | |
| № 2 (564) | 31 мая. Ниш. Сербия — Россия — 3:1 (21:25, 25:16, 25:18, 25:20). Мировая лига. Интерконтинентальный раунд                       |
| Сербия: Никола Йовович, Александар Атанасиевич — 18 (16, 1, 1), Урош Ковачевич — 10 (7, 0, 3), Неманя Петрич — 28 (24, 4, 0), Марко Подрашчанин — 5 (3, 2, 0), Сречко Лисинац — 9 (5, 3, 1), Невен Майсторович (л), Душан Петкович, Алекса Брджович. Россия: Дмитрий Ковалёв — 2 (0, 1, 1), Денис Земчёнок — 7 (5, 1, 1), Денис Бирюков — 16 (14, 1, 1), Сергей Савин — 12 (12, 0, 0), Артём Смоляр — 6 (4, 2, 0), Артём Вольвич — 12 (5, 4, 3), Валентин Голубев (л), Артём Ермаков, Сергей Макаров, Тарас Хтей — 2 (1, 1, 0), Алексей Родичев. Очки — 96:79 (атака — 55:41, блок — 10:10, подача — 5:6, ошибки соперника — 26:22). Время матча — 1:44. Čair. 6200 зрителей. Отчёт. | |
| № 3 (565) | 6 июня. Лонг-Бич. США — Россия — 3:2 (25:17, 27:25, 20:25, 25:27, 15:12). Мировая лига. Интерконтинентальный раунд              |
| США: Мика Кристенсон — 1 (0, 1, 0), Мэттью Андерсон — 34 (31, 1, 2), Шон Руни — 6 (6, 0, 0), Тейлор Сандер — 22 (18, 2, 2), Дэвид Ли — 12 (9, 3, 0), Максвелл Холт — 13 (9, 3, 1), Эрик Содзи (л), Кавика Содзи, Пол Лотман — 6 (4, 1, 1). Россия: Сергей Гранкин — 1 (1, 0, 0), Николай Павлов — 3 (3, 0, 0), Денис Бирюков — 22 (20, 1, 1), Сергей Савин — 10 (7, 2, 1), Алексей Остапенко — 1 (1, 0, 0), Артём Вольвич — 8 (5, 1, 2), Валентин Голубев (л), Дмитрий Ковалёв — 1 (0, 1, 0), Тарас Хтей — 1 (1, 0, 0), Денис Земчёнок — 15 (14, 1, 0) Артём Смоляр — 5 (3, 2, 0), Алексей Родичев. Очки — 112:106 (атака — 77:55, блок — 11:8, подача — 6:4, ошибки соперника — 18:39). Время матча — 2:23. Walter Pyramid. 4500 зрителей. Отчёт.                                                                             | |
| № 4 (566) | 7 июня. Лонг-Бич. США — Россия — 3:0 (25:19, 25:23, 25:17). Мировая лига. Интерконтинентальный раунд                            |
| США: Мика Кристенсон — 4 (3, 0, 1), Мэттью Андерсон — 15 (14, 0, 1), Шон Руни — 8 (6, 2, 0), Тейлор Сандер — 11 (9, 1, 1), Дэвид Ли — 4 (4, 0, 0), Максвелл Холт — 9 (5, 3, 1), Эрик Содзи (л). Россия: Сергей Гранкин, Николай Павлов — 3 (3, 0, 0), Денис Бирюков — 14 (13, 0, 1), Сергей Савин — 4 (4, 0, 0), Алексей Остапенко — 4 (2, 2, 0), Артём Смоляр — 5 (5, 0, 0), Валентин Голубев (л), Тарас Хтей — 5 (4, 1, 0), Денис Земчёнок — 7 (7, 0, 0), Алексей Родичев, Дмитрий Ковалёв — 1 (0, 1, 0). Очки — 75:59 (атака — 41:38, блок — 6:4, подача — 4:1, ошибки соперника — 24:16). Время матча — 1:27. Walter Pyramid. 5000 зрителей. Отчёт. | |
| № 5 (567) | 14 июня. Сургут. Россия — Болгария — 3:0 (25:18, 25:22, 25:15). Мировая лига. Интерконтинентальный раунд                        |
| Россия: Сергей Гранкин — 1 (1, 0, 0), Николай Павлов — 13 (9, 3, 1), Денис Бирюков — 13 (9, 1, 3), Сергей Савин — 8 (8, 0, 0), Николай Апаликов — 4 (2, 2, 0), Дмитрий Мусэрский — 10 (6, 3, 1), Алексей Вербов (л), Сергей Макаров, Денис Земчёнок — 1 (1, 0, 0). Болгария: Добромир Димитров — 1 (1, 0, 0), Цветан Соколов — 12 (9, 2, 2), Тодор Скримов — 10 (8, 2, 0), Тодор Алексиев — 9 (9, 0, 0), Виктор Йосифов — 5 (3, 2, 0), Красимир Георгиев — 3 (3, 0, 0), Теодор Салпаров (л), Георгий Сеганов, Николай Пенчев. Очки — 75:55 (атака — 36:33, блок — 9:5, подача — 5:2, ошибки соперника — 25:15). Время матча — 1:19. «Энергетик». 6060 зрителей. Отчёт. | |
| № 6 (568) | 15 июня. Сургут. Россия — Болгария — 3:0 (25:20, 25:21, 25:23). Мировая лига. Интерконтинентальный раунд                        |
| Россия: Сергей Гранкин, Николай Павлов — 12 (11, 0, 1), Денис Бирюков — 9 (9, 0, 0), Сергей Савин — 4 (4, 0, 0), Николай Апаликов — 5 (3, 1, 1), Дмитрий Мусэрский — 15 (9, 2, 4), Алексей Вербов (л), Денис Земчёнок, Тарас Хтей — 5 (3, 1, 1), Артём Вольвич — 3 (2, 0, 1). Болгария: Добромир Димитров, Цветан Соколов — 15 (13, 0, 2), Тодор Скримов — 10 (10, 0, 0), Тодор Алексиев — 10 (8, 2, 0), Виктор Йосифов — 9 (1, 6, 2), Красимир Георгиев — 4 (3, 1, 0), Теодор Салпаров (л), Георгий Сеганов, Николай Пенчев. Очки — 75:64 (атака — 41:35, блок — 4:9, подача — 8:4, ошибки соперника — 22:16). Время матча — 1:27. «Энергетик». 5510 зрителей. Отчёт. | |
| № 7 (569) | 20 июня. Сургут. Россия — Сербия — 3:0 (37:35, 25:15, 25:16). Мировая лига. Интерконтинентальный раунд                          |
| Россия: Сергей Гранкин, Николай Павлов — 16 (13, 2, 1), Денис Бирюков — 6 (5, 1, 0), Сергей Савин — 14 (13, 1, 0), Николай Апаликов — 7 (5, 2, 0), Дмитрий Мусэрский — 15 (10, 3, 2), Алексей Вербов (л), Денис Земчёнок, Дмитрий Ильиных — 2 (2, 0, 0). Сербия: Никола Йовович, Александар Атанасиевич — 27 (24, 2, 1), Урош Ковачевич — 2 (1, 1, 0), Неманя Петрич — 3 (3, 0, 0), Драган Станкович — 6 (3, 3, 0), Сречко Лисинац — 5 (3, 1, 1), Никола Росич (л), Милош Никич — 3 (3, 0, 0), Марко Подрашчанин — 3 (2, 1, 0), Никола Ковачевич, Марко Ивович — 1 (1, 0, 0), Владо Петкович. Очки — 87:66 (атака — 48:40, блок — 9:8, подача — 3:2, ошибки соперника — 27:16). Время матча — 1:33. «Энергетик». 5050 зрителей. Отчёт.                                                                                         | |
| № 8 (570) | 21 июня. Сургут. Россия — Сербия — 3:0 (25:19, 27:25, 25:20). Мировая лига. Интерконтинентальный раунд                          |
| Россия: Сергей Гранкин — 2 (1, 1, 0), Николай Павлов — 13 (12, 0, 1), Денис Бирюков — 4 (2, 2, 0), Сергей Савин — 10 (10, 0, 0), Николай Апаликов — 6 (1, 3, 2), Дмитрий Мусэрский — 14 (6, 5, 3), Алексей Вербов (л), Тарас Хтей, Дмитрий Ильиных — 8 (8, 0, 0), Денис Земчёнок. Сербия: Никола Йовович — 2 (1, 1, 0, Александар Атанасиевич — 24 (23, 0, 1), Урош Ковачевич — 2 (2, 0, 0), Марко Ивович — 6 (6, 0, 0), Марко Подрашчанин — 4 (3, 1, 0), Сречко Лисинац — 6 (3, 3, 0), Никола Росич (л), Милош Никич — 5 (5, 0, 0), Неманя Петрич — 2 (1, 0, 1). Очки — 77:64 (атака — 40:44, блок — 11:5, подача — 6:2, ошибки соперника — 20:13). Время матча — 1:31. «Энергетик». 5150 зрителей. Отчёт. | |
| № 9 (571) | 27 июня. Калининград. Россия — США — 2:3 (18:25, 19:25, 27:25, 25:19, 19:21). Мировая лига. Интерконтинентальный раунд          |
| Россия: Сергей Гранкин, Николай Павлов — 19 (17, 1, 1), Сергей Савин — 2 (2, 0, 0), Дмитрий Ильиных — 12 (10, 1, 1), Николай Апаликов — 2 (1, 1, 0), Дмитрий Мусэрский — 19 (8, 10, 1), Алексей Вербов (л), Денис Бирюков — 18 (15, 2, 1), Денис Земчёнок — 2 (1, 1), Сергей Макаров, Тарас Хтей — 2 (2, 0, 0), Артём Вольвич — 3 (2, 1, 0). США: Мика Кристенсон — 1 (0, 1, 0), Мэттью Андерсон — 36 (35, 0, 1), Шон Руни — 10 (8, 2, 0), Тейлор Сандер — 25 (21, 1, 3), Дэвид Ли — 11 (5, 4, 2), Максвелл Холт — 7 (4, 2, 1), Эрик Содзи (л), Пол Лотман — 1 (1, 0, 0), Рассел Холмс. Очки — 108:115 (атака — 58:74, блок — 17:10, подача — 4:7, ошибки соперника — 29:24). Время матча — 2:31. «Янтарный». 7000 зрителей. Отчёт.                                                                                            | |
| № 10 (572) | 28 июня. Калининград. Россия — США — 3:0 (25:21, 25:19, 25:21). Мировая лига. Интерконтинентальный раунд                        |
| Россия: Сергей Гранкин, Николай Павлов — 9 (8, 1, 0), Денис Бирюков — 10 (8, 1, 1), Дмитрий Ильиных — 15 (11, 2, 2), Дмитрий Мусэрский — 13 (8, 5, 0), Артём Вольвич — 4 (4, 0, 0), Алексей Вербов (л), Денис Земчёнок. США: Мика Кристенсон — 1 (1, 0, 0), Мэттью Андерсон — 14 (13, 1, 0), Шон Руни — 5 (5, 0, 0), Тейлор Сандер — 13 (13, 0, 0), Дэвид Ли — 5 (3, 1, 1), Максвелл Холт — 9 (7, 2, 0), Эрик Содзи (л), Пол Лотман — 1 (1, 0, 0), Карсон Кларк — 3 (3, 0, 0), Кавика Содзи. Очки — 75:61 (атака — 39:46, блок — 9:4, подача — 3:1, ошибки соперника — 24:10). Время матча — 1:33. «Янтарный». 7000 зрителей. Отчёт. | |
| № 11 (573) | 5 июля. София. Болгария — Россия — 1:3 (22:25, 23:25, 25:22, 20:25). Мировая лига. Интерконтинентальный раунд                   |
| Болгария: Георгий Братоев — 5 (4, 1, 0), Цветан Соколов — 19 (14, 3, 2), Валентин Братоев — 13 (11, 1, 1), Николай Пенчев — 15 (12, 2, 1), Венцислав Трифонов — 1 (1, 0, 0), Красимир Георгиев — 1 (0, 1, 0), Мартин Божилов (л), Иван Латунов — 2 (2, 0, 0), Добромир Димитров. Россия: Сергей Гранкин — 3 (1, 2, 0), Николай Павлов — 16 (15, 1, 0), Денис Бирюков — 11 (7, 4, 0), Дмитрий Ильиных — 10 (7, 1, 2), Николай Апаликов — 8 (5, 3, 0), Дмитрий Мусэрский — 13 (8, 4, 1), Артём Ермаков (л), Денис Земчёнок, Сергей Макаров, Сергей Савин — 4 (4, 0, 0), Алексей Спиридонов — 1 (1, 0, 0). Очки — 90:97 (атака — 44:48, блок — 8:15, подача — 4:3, ошибки соперника — 34:31). Время матча — 2:10. «Армеец». 5950 зрителей. Отчёт.                                                                                 | |
| № 12 (574) | 6 июля. София. Болгария — Россия — 0:3 (14:25, 17:25, 15:25). Мировая лига. Интерконтинентальный раунд                          |
| Болгария: Георгий Братоев, Цветан Соколов — 9 (8, 0, 1), Валентин Братоев — 6 (5, 1, 0), Николай Пенчев — 4 (3, 1, 0), Венцислав Трифонов — 3 (3, 0, 0), Красимир Георгиев — 3 (3, 0, 0), Мартин Божилов (л), Иван Латунов — 2 (2, 0, 0), Златан Йорданов, Добромир Димитров, Симеон Александров, Венелин Каданков — 2 (1, 0, 1). Россия: Сергей Гранкин — 2 (1, 1, 0), Николай Павлов — 9 (7, 1, 1), Денис Бирюков — 13 (8, 4, 1), Дмитрий Ильиных — 9 (7, 2, 0), Николай Апаликов — 6 (2, 4, 0), Дмитрий Мусэрский — 12 (6, 2, 4), Артём Ермаков (л), Денис Земчёнок. Очки — 46:75 (атака — 25:31, блок — 2:14, подача — 2:6, ошибки соперника — 17:24). Время матча — 1:10. «Армеец». 4975 зрителей. Отчёт. | |
| № 13 (575) | 16 июля. Флоренция. Иран — Россия — 2:3 (25:18, 18:25, 21:25, 37:35, 8:15). Мировая лига. Финальный раунд                       |
| Иран: Саид Маруф — 2 (1, 0, 1), Амир Гафур — 30 (29, 1, 0), Фархад Гаеми — 14 (10, 2, 2), Мойтаба Мирзаянпур — 4 (4, 0, 0), Мохаммад Мусави — 11 (8, 1, 2), Адель Голами — 11 (7, 3, 1), Фархад Зариф (л), Абдолреза Ализаде (л), Пурыя Фаязи — 1 (1, 0, 0), Мехди Махдави, Армин Ташакори, Реза Гхара, Милад Эбадипур — 8 (8, 0, 0). Россия: Сергей Гранкин — 1 (1, 0, 0), Николай Павлов — 17 (17, 0, 0), Денис Бирюков — 1 (1, 0, 0), Дмитрий Ильиных — 8 (7, 1, 0), Николай Апаликов, Дмитрий Мусэрский — 20 (14, 5, 1), Артём Ермаков (л), Алексей Спиридонов — 10 (10, 0, 0), Сергей Савин — 12 (12, 0, 0), Артём Вольвич — 11 (8, 3, 0), Денис Земчёнок. Очки — 109:118 (атака — 68:70, блок — 7:9, подача — 6:1, ошибки соперника — 28:38). Время матча — 2:26. Nelson Mandela Forum. 3700 зрителей. Отчёт.            | |
| № 14 (576) | 17 июля. Флоренция. Россия — Бразилия — 1:3 (24:26, 25:22, 23:25, 22:25). Мировая лига. Финальный раунд                         |
| Россия: Сергей Гранкин — 1 (1, 0, 0), Николай Павлов — 18 (15, 2, 1), Денис Бирюков — 15 (12, 2, 1), Сергей Савин — 4 (4, 0, 0), Николай Апаликов — 6 (4, 2, 0), Дмитрий Мусэрский — 13 (10, 0, 3), Артём Ермаков (л), Денис Земчёнок, Алексей Спиридонов — 10 (10, 0, 0). Бразилия: Бруно — 3 (3, 0, 0), Уоллес — 23 (20, 3, 0), Мурило — 14 (9, 5, 0), Рикардо Лукарелли — 8 (8, 0, 0), Сидан — 13 (9, 2, 2), Лукас — 12 (11, 1, 0), Марио (л), Рафаэл, Леандро Висото — 4 (3, 1, 0), Эдер. Очки — 94:98 (атака — 56:63, блок — 6:12, подача — 5:2, ошибки соперника — 27:21). Время матча — 1:56. Nelson Mandela Forum. 2600 зрителей. Отчёт. | |
| № 15 (577) | 1 сентября. Гданьск — Сопот. Россия — Канада — 3:0 (25:21, 25:19, 25:21). Чемпионат мира. Первый групповой этап                 |
| Россия: Сергей Гранкин, Николай Павлов — 12 (10, 0, 2), Алексей Спиридонов — 9 (9, 0, 0), Дмитрий Ильиных — 3 (2, 1, 0), Николай Апаликов — 5 (3, 2, 0), Дмитрий Мусэрский — 18 (12, 1, 5), Артём Ермаков (л), Сергей Савин — 5 (5, 0, 0), Артём Вольвич. Канада: Тайлер Сандерс, Гэвин Шмитт — 11 (10, 1, 0), Джон Гордон Перрин — 9 (8, 1, 0), Фредерик Винтерс — 3 (3, 0, 0), Джастин Дафф — 8 (4, 4, 0), Адам Симак — 2 (1, 0, 1), Дэниел Льюис (л), Грэхэм Виграсс — 3 (2, 1, 0), Тонтье ван Ланквелт — 1 (1, 0, 0), Дастин Шнайдер — 1 (), Даллас Суниас — 1 (1, 0, 0), Николас Хоаг — 5 (5, 0, 0). Очки — 75:61 (атака — 41:35, блок — 4:7, подача — 7:1, ошибки соперника — 23:18). Время матча — 1:29. Ergo Arena. 4500 зрителей. Отчёт.                                                                              | |
| № 16 (578) | 3 сентября. Гданьск — Сопот. Египет — Россия — 0:3 (22:25, 15:25, 15:25). Чемпионат мира. Первый групповой этап                 |
| Египет: Хоссам Абдалла — 3 (2, 1, 0), Ахмед Салах — 10 (9, 1, 0), Мохамед Бадави — 5 (5, 0, 0), Салех Юссеф — 5 (5, 0, 0), Мамдух Абдельрехим — 1 (1, 0, 0), Мохамед Абд Эльхалим — 6 (5, 1, 0), Мохамед Моавад (л), Ислам Абделькадер, Мохамед Такил — 2 (1, 1, 0), Ахмед Элькотб — 3 (3, 0, 0). Россия: Сергей Гранкин — 2 (0, 1, 1), Николай Павлов — 11 (7, 1, 3), Алексей Спиридонов — 6 (4, 1, 1), Дмитрий Ильиных — 13 (12, 1, 0), Николай Апаликов — 9 (3, 4, 2), Дмитрий Мусэрский — 8 (5, 3, 0), Артём Ермаков (л), Артём Вольвич. Очки — 52:75 (атака — 31:31, блок — 4:11, подача — 0:7, ошибки соперника — 17:26). Время матча — 1:08. Ergo Arena. 4500 зрителей. Отчёт. | |
| № 17 (579) | 5 сентября. Гданьск — Сопот. Россия — Мексика — 3:1 (21:25, 25:20, 25:14, 25:17). Чемпионат мира. Первый групповой этап         |
| Россия: Сергей Макаров — 1 (0, 1, 0), Павел Мороз — 15 (14, 1, 0), Денис Бирюков — 13 (10, 1, 2), Сергей Савин — 18 (17, 1, 0), Андрей Ащев — 8 (4, 4, 0), Артём Вольвич — 10 (7, 3, 0), Валентин Голубев (л), Сергей Гранкин, Дмитрий Мусэрский — 3 (2, 1, 0). Мексика: Педро Ранхель — 2 (2, 0, 0), Даниэль Варгас — 20 (18, 2, 0), Хорхе Киньонес — 4 (4, 0, 0), Карлос Герра — 12 (12, 0, 0), Самуэль Кордова — 6 (6, 0, 0), Томас Агилера — 7 (7, 0, 0), Хесус Ранхель (л), Густаво Мейер — 1 (1, 0, 0), Хорхе Барахас, Нестор Ореллана, Мартин Петрис, Эдгар Эррера. Очки — 96:76 (атака — 54:50, блок — 12:2, подача — 2:0, ошибки соперника — 28:24). Время матча — 1:39. Ergo Arena. 5500 зрителей. Отчёт. | |
| № 18 (580) | 6 сентября. Гданьск — Сопот. Китай — Россия — 0:3 (22:25, 11:25, 21:25). Чемпионат мира. Первый групповой этап                  |
| Китай: Цзяо Шуай — 1 (1, 0, 0), Юань Чжи — 5 (4, 0, 1), Чжун Вэйцзюнь — 5 (5, 0, 0), Фан Инчао — 4 (3, 1, 0), Лян Чуньлун — 4 (2, 2, 0), Гэн Синь — 5 (3, 1, 1), Жэнь Ци (л), Кун Фаньвэй (л), Коу Чжичао — 6 (5, 0, 1), Цзи Даошуай — 3 (2, 0, 1), Сюй Цзинтао — 2 (2, 0, 0), Ли Жуньмин. Россия: Сергей Гранкин — 1 (1, 0, 0), Николай Павлов — 13 (12, 1, 0), Алексей Спиридонов — 8 (8, 0, 0), Дмитрий Ильиных — 15 (10, 3, 2), Николай Апаликов — 6 (1, 3, 2), Дмитрий Мусэрский — 15 (8, 2, 5), Артём Ермаков (л), Павел Мороз. Очки — 54:75 (атака — 27:40, блок — 4:9, подача — 4:9, ошибки соперника — 19:17). Время матча — 1:18. Ergo Arena. 8400 зрителей. Отчёт. | |
| № 19 (581) | 7 сентября. Гданьск — Сопот. Россия — Болгария — 3:2 (20:25, 23:25, 25:20, 25:23, 15:11). Чемпионат мира. Первый групповой этап |
| Россия: Сергей Гранкин — 1 (0, 1, 0), Николай Павлов — 12 (9, 0, 3), Алексей Спиридонов — 4 (3, 1, 0), Дмитрий Ильиных — 15 (10, 1, 4), Николай Апаликов, Дмитрий Мусэрский — 23 (11, 6, 6), Артём Ермаков (л), Сергей Савин — 13 (6, 3, 4), Артём Вольвич — 7 (5, 2, 0), Сергей Макаров, Павел Мороз — 1 (1, 0, 0). Болгария: Андрей Жеков — 1 (0, 0, 1), Цветан Соколов — 23 (20, 3, 0), Тодор Скримов — 21 (20, 0, 1), Николай Пенчев — 9 (6, 1, 2), Виктор Йосифов — 1 (0, 1, 0), Теодор Тодоров — 7 (3, 3, 1), Теодор Салпаров (л), Данаил Милушев — 7 (1, 2, 4), Мартин Божилов, Тодор Алексиев — 8 (7, 1, 0), Мирослав Градинаров — 1 (1, 0, 0), Добромир Димитров. Очки — 108:104 (атака — 45:58, блок — 14:11, подача — 17:9, ошибки соперника — 32:26). Время матча — 2:10. Ergo Arena. 10 700 зрителей. Отчёт.      | |
| № 20 (582) | 10 сентября. Вроцлав. Финляндия — Россия — 0:3 (10:25, 18:25, 16:25). Чемпионат мира. Второй групповой этап                     |
| Финляндия: Микко Эско — 1 (1, 0, 0), Урпо Сивула — 5 (5, 0, 0), Антти Силтала — 3 (3, 0, 0), Олли Куннари — 5 (5, 0, 0), Константин Шумов — 6 (4, 2, 0), Юкка Лехтонен — 3 (2, 1, 0), Лаури Керминен (л), Никлас Сеппянен — 1 (1, 0, 0), Ээми Тервапортти, Олли-Пекка Оянсиву — 6 (6, 0, 0), Микко Ойванен — 1 (1, 0, 0). Россия: Сергей Гранкин — 1 (1, 0, 0), Николай Павлов — 10 (9, 0, 1), Алексей Спиридонов — 5 (5, 0, 0), Дмитрий Ильиных — 16 (12, 3, 1), Николай Апаликов — 12 (6, 4, 2), Дмитрий Мусэрский — 13 (7, 4, 2), Артём Ермаков (л), Сергей Макаров, Павел Мороз — 1 (1, 0, 0). Очки — 44:75 (атака — 28:41, блок — 3:11, подача — 0:6, ошибки соперника — 13:17). Время матча — 1:20. Hala Stulecia. 3981 зритель. Отчёт.                                                                                  | |
| № 21 (583) | 11 сентября. Вроцлав. Куба — Россия — 1:3 (18:25, 25:23, 15:25, 19:25). Чемпионат мира. Второй групповой этап                   |
| Куба: Леандро Масиас, Хавьер Хименес — 12 (11, 1, 0), Османи Уриарте — 16 (14, 2, 0), Роландо Сепеда — 6 (4, 2, 0), Давид Фьель — 3 (3, 0, 0), Исбель Меса — 6 (3, 3, 0), Кейбель Гутьеррес (л), Иновель Ромеро, Рикардо Кальво — 1 (1, 0, 0), Абрахам Гавилан — 1 (0, 0, 1), Феликс Чапман, Ливан Осория — 3 (2, 1, 0). Россия: Сергей Гранкин — 2 (1, 1, 0), Николай Павлов — 16 (13, 0, 3), Алексей Спиридонов — 3 (3, 0, 0), Дмитрий Ильиных — 17 (14, 2, 1), Николай Апаликов — 2 (2, 0, 0), Дмитрий Мусэрский — 16 (10, 4, 2), Артём Ермаков (л), Павел Мороз — 1 (0, 0, 1), Сергей Савин — 5 (5, 0, 0), Артём Вольвич — 6 (2, 2, 2), Сергей Макаров. Очки — 77:98 (атака — 38:50, блок — 9:9, подача — 1:9, ошибки соперника — 29:30). Время матча — 1:47. Hala Stulecia. 3577 зрителей. Отчёт.                         | |
| № 22 (584) | 13 сентября. Катовице. Германия — Россия — 0:3 (17:25, 18:25, 24:26). Чемпионат мира. Второй групповой этап                     |
| Германия: Лукас Кампа, Георг Грозер — 10 (7, 1, 2), Себастьян Шварц — 3 (3, 0, 0), Денис Калиберда — 9 (7, 2, 0), Маркус Бёме — 5 (2, 3, 0), Макс Гюнтёр — 1 (1, 0, 0), Фердинанд Тилле (л), Кристиан Фромм — 1 (1, 0, 0), Дирк Вестфаль — 1 (0, 0, 1), Йохен Шёпс — 1 (1, 0, 0), Себастьян Кюхнер, Тим Бросхог — 4 (3, 1, 0). Россия: Сергей Гранкин — 3 (1, 2, 0), Павел Мороз — 13 (12, 1, 0), Алексей Спиридонов — 9 (8, 1, 0), Дмитрий Ильиных — 11 (9, 1, 1), Николай Апаликов — 8 (5, 3, 0), Дмитрий Мусэрский — 10 (6, 2, 2), Валентин Голубев (л), Артём Вольвич, Сергей Макаров. Очки — 59:76 (атака — 25:41, блок — 7:10, подача — 3:3, ошибки соперника — 24:22). Время матча — 1:28. Spodek. 3800 зрителей. Отчёт.                                                                                                | |
| № 23 (585) | 14 сентября. Катовице. Бразилия — Россия — 3:1 (25:21, 24:26, 25:19, 25:19). Чемпионат мира. Второй групповой этап              |
| Бразилия: Бруно — 5 (2, 0, 3), Уоллес — 4 (3, 0, 1), Мурило — 9 (8, 1, 0), Рикардо Лукарелли — 11 (9, 0, 2), Сидан — 5 (2, 1, 2), Лукас — 11 (9, 1, 1), Марио (л), Фелипе (л), Рафаэл, Леандро Висото — 15 (12, 3, 0), Липе — 2 (2, 0, 0), Эдер — 1 (1, 0, 0). Россия: Сергей Гранкин — 2 (1, 0, 1), Павел Мороз — 6 (6, 0, 0), Алексей Спиридонов — 11 (11, 0, 0), Дмитрий Ильиных — 6 (6, 0, 0), Николай Апаликов — 5 (2, 3, 0), Дмитрий Мусэрский — 12 (7, 3, 2), Валентин Голубев (л), Артём Ермаков (л), Сергей Макаров — 1 (0, 1, 0), Сергей Савин — 10 (8, 0, 2), Артём Вольвич, Денис Бирюков. Очки — 99:85 (атака — 48:41, блок — 6:7, подача — 9:5, ошибки соперника — 36:32). Время матча — 1:50. Spodek. 10 370 зрителей. Отчёт.                                                                                   | |
| № 24 (586) | 17 сентября. Лодзь. Бразилия — Россия — 3:0 (25:22, 25:20, 25:21). Чемпионат мира. Третий групповой этап                        |
| Бразилия: Бруно — 1 (1, 0, 0), Уоллес — 14 (12, 2, 0), Мурило — 6 (4, 1, 1), Рикардо Лукарелли — 15 (14, 0, 1), Сидан — 8 (5, 2, 1), Лукас — 7 (6, 1, 0), Марио (л), Рафаэл, Леандро Висото — 1 (1, 0, 0), Липе. Россия: Сергей Гранкин, Николай Павлов — 12 (10, 1, 1), Алексей Спиридонов — 7 (7, 0, 0), Дмитрий Ильиных — 9 (9, 0, 0), Николай Апаликов — 2 (2, 0, 0), Дмитрий Мусэрский — 11 (7, 3, 1), Артём Ермаков (л), Валентин Голубев (л), Артём Вольвич — 3 (3, 0, 0). Очки — 75:63 (атака — 43:38, блок — 4:4, подача — 5:2, ошибки соперника — 23:19). Время матча — 1:19. Atlas Arena. 2600 зрителей. Отчёт. | |
| № 25 (587) | 18 сентября. Лодзь. Польша — Россия — 3:2 (25:22, 25:22, 21:25, 22:25, 15:11). Чемпионат мира. Третий групповой этап            |
| Польша: Фабьян Джизга — 3 (0, 0, 3), Мариуш Влязлый — 28 (26, 0, 2), Михал Винярский — 2 (2, 0, 0), Матеуш Мика — 10 (7, 3, 0), Пётр Новаковский — 10 (4, 3, 3), Кароль Клос — 5 (2, 3, 0), Павел Заторский (л), Давид Конарский — 1 (1, 0, 0), Михал Кубяк — 13 (12, 1, 0), Павел Загумный, Рафал Бушек — 3 (1, 2, 0). Россия: Сергей Гранкин — 1 (0, 1, 0), Николай Павлов — 15 (13, 0, 2), Алексей Спиридонов — 13 (12, 1, 0), Дмитрий Ильиных — 22 (16, 5, 1), Николай Апаликов — 1 (1, 0, 0), Дмитрий Мусэрский — 16 (13, 3, 0), Артём Ермаков (л), Валентин Голубев (л), Сергей Савин — 1 (1, 0, 0), Артём Вольвич — 7 (5, 0, 2), Сергей Макаров. Очки — 108:105 (атака — 55:61, блок — 12:10, подача — 8:5, ошибки соперника — 33:29). Время матча — 2:16. Atlas Arena. 12 100 зрителей. Отчёт.                         | |
| № 26 (588) | 20 сентября. Лодзь. Иран — Россия — 0:3 (19:25, 21:25, 18:25). Чемпионат мира. Матч за 5-е место                                |
| Иран: Саид Маруф — 1 (1, 0, 0), Шахрам Махмуди — 3 (3, 0, 0), Фархад Гаеми — 4 (4, 0, 0), Мойтаба Мирзаянпур — 1 (1, 0, 0), Мохаммад Мусави — 5 (1, 4, 0), Адель Голами — 4 (4, 0, 0), Фархад Зариф (л), Милад Эбадипур — 9 (8, 1, 0), Амир Гафур — 9 (9, 0, 0), Мехди Махдави — 2 (1, 1, 0), Пурыя Фаязи — 2 (2, 0, 0). Россия: Сергей Гранкин — 1 (1, 0, 0), Николай Павлов — 14 (12, 0, 2), Алексей Спиридонов — 10 (10, 0, 0), Дмитрий Ильиных — 1 (1, 0, 0), Дмитрий Мусэрский — 10 (8, 0, 2), Артём Вольвич — 11 (6, 4, 1), Артём Ермаков (л), Валентин Голубев (л), Денис Бирюков — 6 (4, 1, 1). Очки — 58:75 (атака — 34:42, блок — 6:5, подача — 0:6, ошибки соперника — 18:22). Время матча — 1:16. Atlas Arena. 2600 зрителей. Отчёт.                                                                               | |

## Неофициальные матчи
| Мемориал Вагнера в Кракове |
| 16 августа. Россия — Китай — 3:0 (26:24, 25:21, 25:17) Россия: Сергей Гранкин — 4, Николай Павлов — 13, Алексей Спиридонов — 11, Сергей Савин — 10, Николай Апаликов — 8, Дмитрий Мусэрский — 12, Валентин Голубев (л), Павел Мороз — 3. Китай: Ли Жуньмин — 2, Юань Чжи — 9, Чжун Вэйцзюнь — 8, Фан Инчао — 2, Лян Чуньлун — 6, Гэн Синь — 5, Кун Фаньвэй (л), Цуй Цзяньцзюнь — 5, Коу Чжичао — 5, Цзи Даошуай, Сюй Цзинтао — 2. |
| 17 августа. Россия — Болгария — 3:1 (25:23, 22:25, 25:20, 25:19) Россия: Сергей Макаров — 10, Денис Земчёнок — 23, Денис Бирюков — 10, Дмитрий Ильиных — 6, Артём Смоляр — 9, Артём Вольвич — 7, Валентин Голубев (л), Павел Мороз, Алексей Спиридонов — 7, Николай Павлов. Болгария: Георгий Братоев — 3, Данаил Милушев — 22, Тодор Скримов — 16, Валентин Братоев — 15, Виктор Йосифов — 7, Светослав Гоцев — 5, Теодор Салпаров (л), Николай Пенчев, Добромир Димитров, Мирослав Градинаров. |
| 18 августа. Россия — Польша — 2:3 (25:22, 26:24, 25:20, 24:26, 9:15) Россия: Сергей Гранкин — 2, Николай Павлов — 17, Алексей Спиридонов — 9, Сергей Савин — 17, Николай Апаликов — 7, Дмитрий Мусэрский — 14, Валентин Голубев (л), Сергей Макаров — 1, Дмитрий Ильиных — 5, Денис Бирюков, Павел Мороз, Денис Земчёнок — 1. Польша: Павел Загумный, Давид Конарский — 23, Михал Винярский — 10, Матеуш Мика — 13, Пётр Новаковский — 15, Кароль Клос — 7, Кшиштоф Игначак (л), Анджей Врона — 3, Фабьян Джизга — 3, Михал Кубяк, Марцин Можджонек. Время матча — 2:13. 15 000 зрителей. |
| Товарищеские матчи |
| 25 августа. Москва. Россия — Аргентина — 3:1 (25:21, 36:34, 23:25, 25:19), дополнительный сет — 17:25 Россия: Сергей Гранкин, Николай Павлов — 14, Алексей Спиридонов — 9, Дмитрий Ильиных — 19, Дмитрий Мусэрский — 16, Николай Апаликов — 9, Артём Ермаков (л), Валентин Голубев (л), Павел Мороз — 8, Сергей Макаров, Денис Бирюков — 5, Денис Земчёнок — 5, Андрей Ащев — 2, Артём Смоляр — 6. Аргентина: Николас Уриарте, Хосе Луис Гонсалес — 12, Хавьер Филарди — 9, Родриго Кирога — 20, Себастьян Соле — 9, Мартин Рамос — 5, Себастьян Клостер (л), Себастьян Гаррок (л), Сантьяго Дарраиду — 12, Густаво Порпоратто — 3, Пабло Крер — 8, Лучано Де Чекко — 2, Алехандро Торо — 5.                         |
| 26 августа. Москва. Россия — Аргентина — 3:0 (25:20, 25:18, 25:19), дополнительные сеты — 25:22, 25:21. Россия: Сергей Гранкин — 2, Павел Мороз — 18, Денис Бирюков — 17, Алексей Спиридонов — 10, Дмитрий Мусэрский — 18, Артём Вольвич — 5, Артём Ермаков (л), Валентин Голубев (л), Николай Павлов — 11, Дмитрий Ильиных — 9, Сергей Макаров, Денис Земчёнок, Андрей Ащев — 6, Артём Смоляр — 3. Аргентина: Лучано Де Чекко — 4, Алехандро Торо — 4, Сантьяго Дарраиду — 10, Факундо Конте — 9, Пабло Крер — 6, Мартин Рамос — 3, Себастьян Клостер (л), Себастьян Гаррок (л), Хавьер Филарди — 8, Густаво Порпоратто — 2, Николас Уриарте — 1, Родриго Кирога — 13, Хосе Луис Гонсалес — 10, Себастьян Соле — 5. |
| 27 августа. Москва. Россия — Аргентина — 3:2 (31:29, 16:25, 23:25, 25:22, 15:11) Россия: Сергей Гранкин — 7, Николай Павлов — 22, Сергей Савин — 5, Дмитрий Ильиных — 7, Артём Вольвич — 5, Николай Апаликов — 10, Артём Ермаков (л), Валентин Голубев (л), Павел Мороз, Алексей Спиридонов — 9, Сергей Макаров, Денис Бирюков — 9, Денис Земчёнок — 2. Аргентина: Николас Уриарте — 7, Хосе Луис Гонсалес — 16, Хавьер Филарди — 18, Факундо Конте — 23, Себастьян Соле — 13, Мартин Рамос — 3, Себастьян Клостер (л), Себастьян Гаррок (л), Родриго Кирога — 1, Пабло Крер — 5, Алехандро Торо. |

## Игроки сборной в 2014 году
| Игрок              | Год рождения | Амплуа       | Клуб                        | Турниры и игры | Турниры и игры | Всего матчей | Очки              |
| Игрок              | Год рождения | Амплуа       | Клуб                        | МЛ             | ЧМ             | Всего матчей | Очки              |
| ------------------ | ------------ | ------------ | --------------------------- | -------------- | -------------- | ------------ | ----------------- |
| Николай Апаликов   | 1982         | блокирующий  | «Зенит»                     | 9 (9)          | 10 (10)        | 19           | 94 (48, 37, 9)    |
| Андрей Ащев        | 1983         | блокирующий  | «Зенит»                     |                | 1 (1)          | 1            | 8 (4, 4, 0)       |
| Денис Бирюков      | 1988         | доигровщик   | «Динамо» М                  | 14 (13)        | 3 (1)          | 17           | 191 (154, 22, 15) |
| Алексей Вербов     | 1982         | либеро       | «Зенит»                     | 6              |                | 6            |                   |
| Артём Вольвич      | 1990         | блокирующий  | «Локомотив»                 | 7 (4)          | 10 (2)         | 17           | 98 (60, 26, 12)   |
| Валентин Голубев   | 1992         | либеро       | «Локомотив»                 | 4              | 6              | 10           |                   |
| Сергей Гранкин     | 1985         | связующий    | «Динамо» М                  | 12 (12)        | 12 (11)        | 24           | 25 (13, 10, 2)    |
| Артём Ермаков      | 1982         | либеро       | «Динамо» М                  | 6              | 10             | 16           |                   |
| Денис Земчёнок     | 1987         | диагональный | «Динамо» Кр, «Локомотив»    | 14 (2)         |                | 14           | 50 (43, 4, 3)     |
| Дмитрий Ильиных    | 1987         | доигровщик   | «Белогорье»                 | 7 (5)          | 11 (11)        | 18           | 192 (153, 24, 15) |
| Дмитрий Ковалёв    | 1991         | связующий    | «Прикамье»                  | 4 (1)          |                | 4            | 9 (0, 6, 3)       |
| Сергей Макаров     | 1980         | связующий    | «Кузбасс»                   | 5 (1)          | 7 (1)          | 12           | 2 (0, 2, 0)       |
| Павел Мороз        | 1987         | диагональный | «Локомотив»                 |                | 7 (3)          | 7            | 37 (34, 2, 1)     |
| Дмитрий Мусэрский  | 1988         | блокирующий  | «Белогорье»                 | 10 (10)        | 12 (11)        | 22           | 299 (181, 71, 47) |
| Алексей Остапенко  | 1986         | блокирующий  | «Губерния»                  | 3 (3)          |                | 3            | 7 (4, 3, 0)       |
| Николай Павлов     | 1982         | диагональный | «Губерния»                  | 12 (12)        | 9 (9)          | 21           | 263 (225, 14, 24) |
| Алексей Родичев    | 1986         | доигровщик   | «Газпром-Югра»              | 3 (—)          |                | 3            |                   |
| Сергей Савин       | 1988         | доигровщик   | «Губерния»                  | 12 (9)         | 6 (1)          | 18           | 143 (128, 8, 7)   |
| Артём Смоляр       | 1985         | блокирующий  | «Газпром-Югра», «Белогорье» | 4 (2)          |                | 4            | 21 (15, 6, 0)     |
| Алексей Спиридонов | 1988         | доигровщик   | «Факел», «Зенит»            | 3 (—)          | 11 (11)        | 14           | 106 (101, 4, 1)   |
| Тарас Хтей         | 1982         | доигровщик   | «Белогорье»                 | 7 (1)          |                | 7            | 19 (15, 3, 1)     |